# Pfarrgehöft Marktstraße 6 (Havelsee)
Das Pfarrgehöft in der Adresse Marktstraße 6 in der Stadt Havelsee, im Ortsteil Pritzerbe ist ein unter Denkmalschutz stehendes Pfarrhaus mit zwei zugehörigen Stallgebäuden und einer Scheune.

## Bauwerke

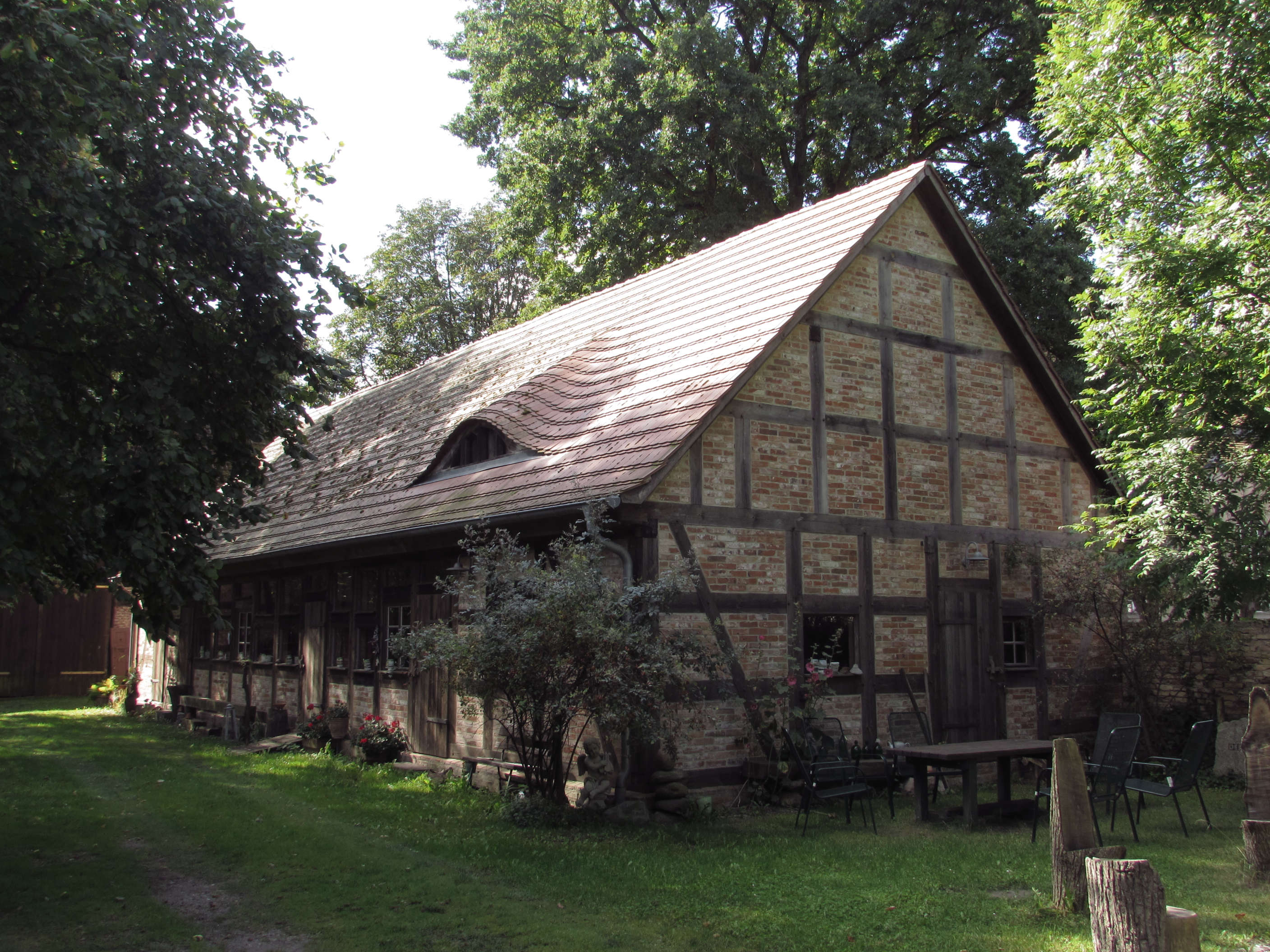
Das 2006 sanierte Stallgebäude

Bei dem Baudenkmal handelt es sich um ein als Pfarrhaus errichtetes und bis heute genutztes Wohnhaus, welches einzeln steht, sowie zwei ehemalige Ställe und eine Scheune. Das Pfarrhaus besteht im Grundriss aus einem Mittelflügel mit zwei kleinen, vorspringenden Seitenflügeln. Es ist grau verputzt. Um Fenster- und Türöffnungen sind schmale Faschen als schlichte Zierde zu erkennen. Das Dach ist ein Mansarddach mit Krüppelwalmen. In ihm befinden sich Schleppgauben als Öffnungen. Zugänge zum Haus befinden sich über kleine Freitreppen mit schlichten Überdachungen an der westlichen und an der nördlichen Seite des Mittelflügels.
Die ehemaligen Stallgebäude und die Scheune befinden sich südlich des Pfarrhauses. Es handelt sich um Gebäude mit Konstruktionen aus Holzfachwerk, welche mit Mauerziegeln gefüllt sind. Das westliche Stallgebäude wurde im Jahr 2006 umfassend saniert. Es zeigt schlichte Holztüren und Kastenfenster. Im Dach befindet sich eine Fledermausgaube. Für die Restaurierung dieses Stallgebäudes erhielt die Kirchengemeinde Havelsees den Denkmalpreis des Landes Brandenburg. Genutzt wird es für kulturelle und kirchliche Veranstaltungen.